# 鸟头象法螺
鸟头象法螺（学名：Cymatium encausticum）是法螺科梭法螺属的一种。

## 分佈
主要分布于台湾，常栖息在浅海。